# Plainfield (Illinois)
Plainfield ist eine Village im Will und im Kendall County im Nordosten des US-Bundesstaates Illinois und Bestandteil der Metropolregion Chicago. Laut einer Volkszählung im Jahr 2020 lebten in Plainfield 44.762 Einwohner.
Der Ort umfasst Land in den Plainfield und Wheatland Townships. Durch das Wachstum in den Vororten von Chicago in den 1990er und 2000er Jahren erlebte der Ort einen Bauboom und eine rasche Zunahme der Bevölkerung. So stieg die Einwohnerzahl von 4.500 im Jahr 1990 auf 13.000 im Jahr 2000 und auf über 37.000 im Jahr 2007. Plainfield ist die am schnellsten wachsende Gemeinde im Will County. Im Ort liegt das Lake Renwick Naturschutzgebiet, das für Vogelbeobachtung und andere Aktivitäten genutzt wird.

## Geschichte

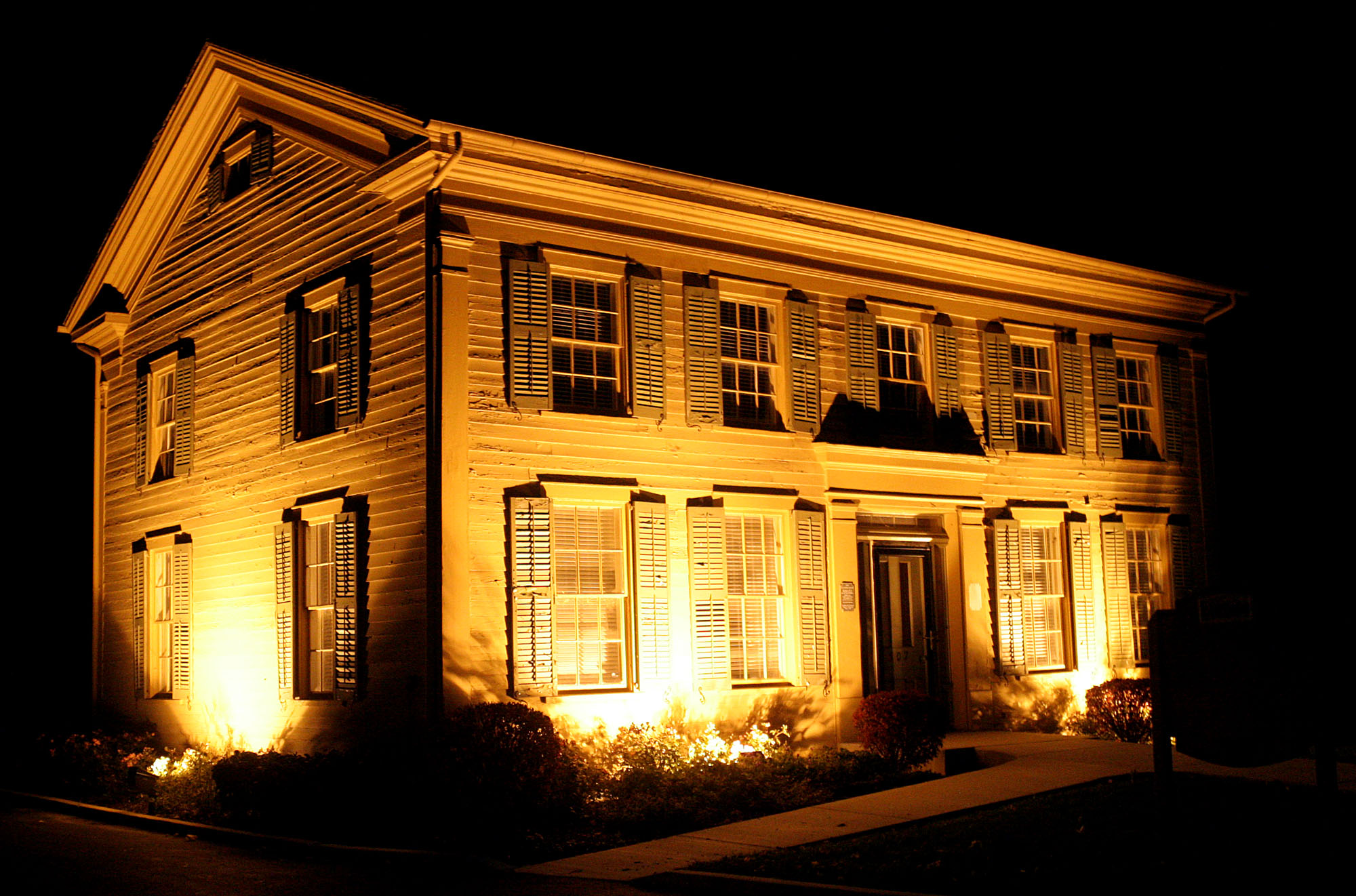
Das Flanders House, seit 1991 im NRHP gelistet

Die Gegend des heutigen Ortes hieß Walkers Grove, bis sie im Jahre 1841 als Plainfield bebaut wurde. Das Land wurde ursprünglich von einem Stamm der Potawatomi besiedelt. Die ersten Europäer in der Gegend waren französische Pelzhändler. Die ersten europäischen Siedler in dem Gebiet waren James Walker, der mit seinem Schwiegervater, dem Methodisten Reverend Jessie Walker im Jahre 1826 eine Mission für die Potawatomi Indianer in der Gegend gründete. Im Jahr 1828 gründete James Walker ein Sägewerk, das das für die Besiedlung von Walkers Grove benötigte Bauholz lieferte.
Plainfield gilt als die älteste Gemeinde im Will County, die frühesten Besiedlung von Walkers Grove fand am Ufer des DuPage River im Jahr 1828 statt. Allerdings wurde der Ort Plainfield unmittelbar nördlich von Walkers Grove im Jahre 1834 von Chester Ingersoll gegründet. Die separate Gemeinde East Plainfield wurde im Juni 1836 von James Mathers gegründet.
Walkers Grove blühte auf wegen der vorteilhaften geografischen Lage am DuPage River und den Straßen nach Fort Dearborn in Chicago als auch nach Ottawa. Reuben Flagg, einer der ersten Siedler in der Gegend, brachte Walnuss-Holz, das in der Walker-Mühle geschnitten wurde, nach Chicago. Daraus wurden dort die ersten Fachwerkhäuser errichtet. Durch die Eröffnung des Illinois & Michigan Kanals im Jahr 1848 gingen die Lagevorteile verloren, da das Dorf sich nicht am Kanal befand.
Plainfield verfügt derzeit über drei Gebäude, die im National Register of Historic Places aufgeführt sind: das Plainfield House, das Flanders Haus sowie eine Standard Oil Tankstelle aus dem Jahr 1928, die am Lincoln Highway lag, einer der ersten transkontinentalen Straßen in Amerika.
Am 28. August 1990 verursachte ein Tornado in Plainfield erheblichen Sachschaden. Dabei starben 29 Menschen, Hunderte wurden verletzt.

## Geographie
Laut dem United States Census Bureau hat der Ort eine Fläche von 32,2 km², von denen 30,1 km² Land- und 2,1 km² Wasserfläche sind.
Wie der Ortsname ausdrückt, ist die Topografie Plainfields allgemein flach. Vor Jahrtausenden war Plainfield Teil des Gletschersees Lake Wauponsee. Der See wurde schließlich in das Illinois River-Tal entwässert. Der See hinterließ eine sehr flache Landschaft. Ein großer Teil der Innenstadt von Plainfield liegt in einer Höhe von 180 bis 190 Metern über dem Meeresspiegel, einige Gebiete in den westlichen und nordwestlichen Ortsteilen liegen 210 Meter hoch. Dieser Höhenanstieg wurde verursacht durch Endmoränen während der Wisconsin Glaciation der letzten Eiszeit.

## Demografische Daten
Laut der Volkszählung im Jahr 2000 lebten 13.038 Menschen in 4315 Haushalten und 3521 Familien im Ort. Die Bevölkerungsdichte betrug 420 Einwohner pro km. Es gab 4609 Wohneinheiten mit einer durchschnittlichen Dichte von 153,3 Einheiten pro km. In den 4315 Haushalten lebten in 47,3 % der Fälle Kinder unter dem Alter von 18 Jahren. In den Haushalten lebten 73,6 % als verheiratete Paare zusammen, 5,7 % hatten einen weiblichen Haushaltsvorstand ohne Ehemann und 18,4 % waren keine Familien. 14,8 % aller Haushalte bestanden aus Einzelpersonen und in 4,2 % lebten Menschen, die 65 Jahre oder älter waren. Die durchschnittliche Haushaltsgröße betrug 3,01 und die durchschnittliche Familiengröße lag bei 3,37.

## Wirtschaft
Im Industriegebiet von Plainfield betreibt seit 1966 der Getränkekonzern Diageo eine Abfüllanlage, in der er vor allem Spirituosen in Flaschen abfüllt. Im Jahr 2013 wurden dort auf 50.000 Quadratmetern Fläche 31 Millionen Kästen Alkohol (Wodka (u. a. Smirnoff), Rum (u. a. Captain Morgan), Whiskey (u. a. George Dickel), Cocktails) abgefüllt.

## Persönlichkeiten

### Söhne und Töchter der Stadt
- Luke Winder (* 1995), Stabhochspringer
- Kahmari Montgomery (* 1997), Sprinter

### Bekannte Einwohner
Die Schauspielerin Melissa McCarthy sowie der Basketballspieler Nate Fox wurden in Plainfield geboren.